# Rashidi Yekini
Rashidi Yekini (Kaduna, 24 oktober 1963 – Ibadan, 4 mei 2012) was een Nigeriaans voetballer.

## Clubcarrière
Yekini speelde tussen 1990 en 1998 voor Vitória Setúbal, Olympiakos Piraeus, Sporting Gijón, opnieuw Vitória Setúbal en FC Zürich. Daarna speelde hij nog in Tunesië en Saoedi-Arabië om vervolgens af te sluiten in Nigeria. Yekini werd in 1993 als eerste Nigeriaan uitgeroepen tot Speler van het Jaar in Afrika.

## Interlandcarrière
Yekini maakte 37 doelpunten voor Nigeria en is daarmee de topscorer van het land. Hij maakte deel uit van de selectie van het wereldkampioenschap voetbal 1994. Hij maakte het eerste doelpunt op een WK voor Nigeria ooit en maakte deel uit van de WK-selectie van 1998. Zijn inbreng hielp Nigeria aan de Afrika Cup in 1994. Yekini deed ook mee aan de Olympische Spelen van 1988.

## Overlijden
Yekini overleed in een Nigeriaans ziekenhuis in Ibadan na al enige tijd ziek te zijn geweest.

## Erelijst
Individueel:
- Afrikaans voetballer van het jaar 1993 (volgens de CAF)

Nigeria:
- Afrika Cup 1994